# Тарзан (мюзикл)
«Тарзан» — мюзикл, основанный на одноимённом мультфильме студии «Дисней» и произведении Эдгара Райса Берроуза. Музыка написана композитором Филом Коллинзом, либретто — американским драматургом Дейвидом Генри Хвангом. Художник и режиссёр постановки — Боб Кроули, хореография — Мерил Тенкард.
Мюзикл открылся в Театре Ричард Роджерс на Бродвее 10 мая 2006 года. Внук Эдгара Берроуза, Дантон Берроуз, принял участие в торжественном открытии шоу. Постановка была номинирована на премию Тони за лучшее световое оформление мюзикла (Наташа Кац). Из-за негативных отзывов и низких продаж, на Бродвее шоу было закрыто 8 июля 2007 года после 521 представления.
Исполнители главных ролей немецкой версии мюзикла была отобраны в ходе реалити-шоу Ich Tarzan, Du Jane!. В соответствии с результатами конкурса роль Тарзана получил Антон Цеттерхольм, а роль Джейн — Элизабет Хюберт. Открытие мюзикла в Гамбурге состоялось 19 октября 2008 года. С 2010 года роль Тарзана исполняет Александр Клавс.

## Музыкальные номера
Фил Коллинз (автор саундтрека для мультфильма 1999 года) написал для мюзикла дополнительно 9 композиций.
Акт I
- «Two Worlds»
- «You’ll Be In My Heart»
- «Jungle Funk»
- «Who Better Than Me?»
- «No Other Way»
- «I Need to Know»
- «Son of Man»
- «Son of Man (Reprise)»
- «Sure As Sun Turns to Moon»
- «Waiting for This Moment»
- «Different (Part 1 & 2)»

Акт II
- «Trashin' the Camp»
- «Like No Man I’ve Ever Seen»
- «Strangers Like Me»
- «For the First Time»
- «Who Better Than Me? (Reprise)»
- «Everything That I Am»
- «You’ll Be In My Heart (Reprise)»
- «Sure As Sun Turns to Moon (Reprise)»
- «Two Worlds (Finale)»

## Отличия мюзикла от мультфильма
- Один из главных персонажей, слон Тантор, отсутствует в мюзикле.
- Терк — самец (как и в книге). Более того, с самого начала спектакля — он взрослый.
- Джейн была атакована гигантским пауком, прежде чем её спас Тарзан, а не стаей бабуинов.